# Constitutio Criminalis Theresiana

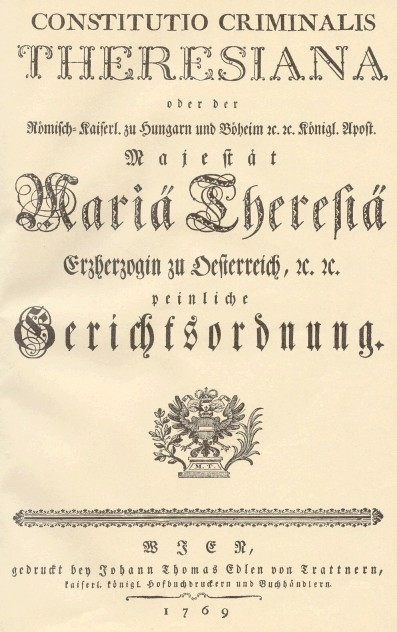
A Constitutio Criminalis Theresiana címlapja

A Constitutio Criminalis Theresiana (vagy egyszerűen a Theresiana) egy büntető törvénykönyv, melyet Mária Terézia bocsátott ki. A Habsburg Birodalom igazságszolgáltatási rendszerének reformja során megalkotott törvénykönyv egységes büntető- és büntetőjogi eljárást hozott létre, amely kiterjedt Ausztriára és Csehországra.

## Története
1752-ben indult el a Habsburg Birodalomban az igazságszolgáltatás és büntetőeljárás reformja. Felmerült a lehetősége annak, hogy az 1707-ben kiadott és csak Csehországban alkalmazott Constitutio Criminalis Josephinát kiterjesztik a birodalom egészére. Ennek érdekében felállítottak egy bizottságot Graf Althann elnökletével, amely összeegyeztette a Constitutio Criminalis Ferdinandeát (1656) a Constitutio Criminalis Josephinával. A létrejövő új törvény e korábbi kettő kombinációja lett. 1753 elején újabb udvari bizottság alakult, amelynek feladata egy átfogó törvényalkotás tervezése az örökös tartományok számára. Mária Terézia új irányvonalakat határozott meg, miszerint a Josephina példáját figyelembe kell vennie, így a törvény rendszerének és cikkszámának változatlanul kellett maradnia.

## Tartalma
Az 1768-ban megalkotott törvénykönyv 1770-ben lépett hatályba, a bűnöket és büntetési tételeket szabályozta. Két részből állt, az első rész (1-57. cikkely) az általános eljárásról, míg a második rész (58-104. cikkely) az általános eljárás enyhítéséről és ennek módjairól szólt. Mellékletében a különböző büntető eljárások és azok eszközei találhatók, képekkel illusztrálva.  Nem törölte el a halálbüntetést, sőt részletesen előírta végrehajtási módjait, de már korlátozta a tortúrát.
A törvénykönyv teremtette meg a szabadságvesztés-büntetést. A száműzés és kitiltás mellett a kiszabott szabadságvesztés-büntetésnek két típusát is megfogalmazta: a fogházban és börtönben letöltendő szabadságvesztés-büntetést.
Emellett kényszermunka-büntetésre is elítélhették a bűnöst, ami szintén a szabadságvesztés-büntetés kategóriájába tartozott.
A kényszermunka (1-10 év) egyik típusa a fogházban (vagy dologházban) végrehajtandó munkáltatás volt.
A bűncselekmények egy kis csoportjának különösen szigorú büntetést  irányzott elő a törvénykönyv. Ide tartozott az istenkáromlás (56. cikkely), a keresztény hit elleni bűncselekmény (57. cikkely), a kuruzslás és a boszorkányság (58. cikkely). 
A kódex hatálya kiterjedt Magyarországra is, noha Mária Terézia csak az 58. cikkelyt léptette életbe. További artikulusainak használata csak a szokásjogon alapult.

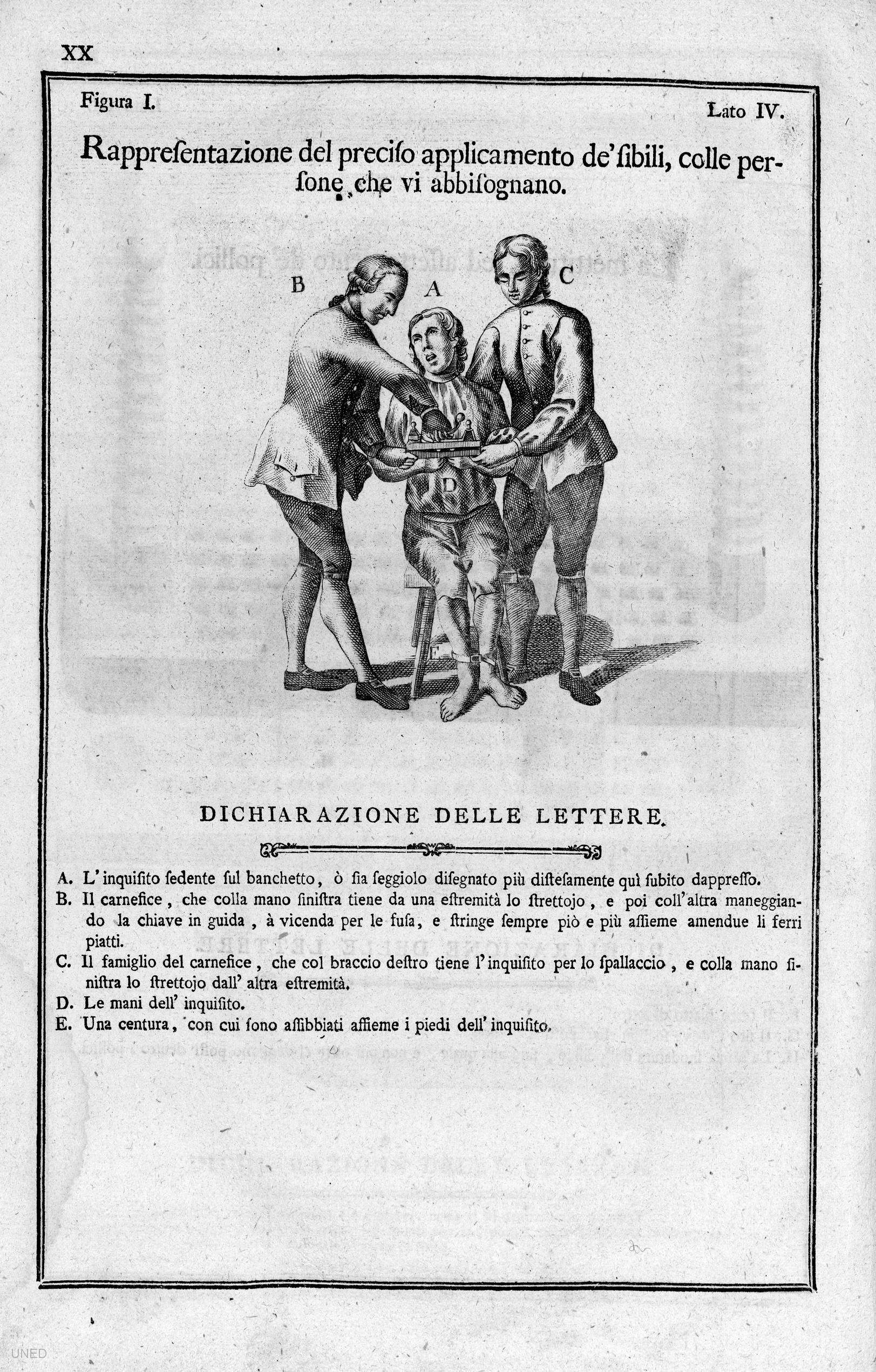
Kínzás: hüvelykujjak eltörése
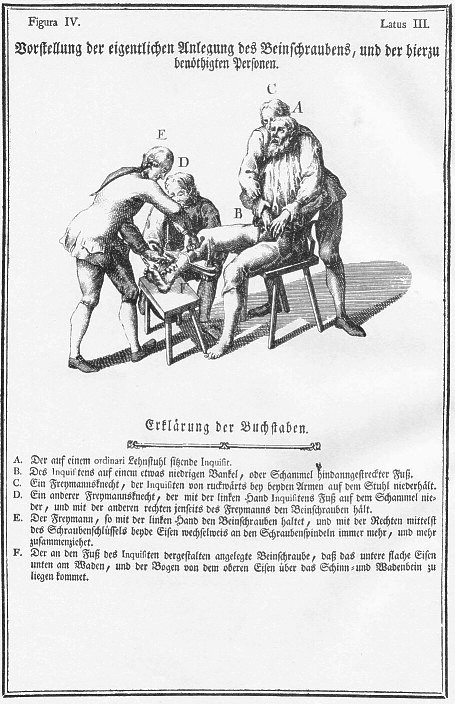
Kínzás: spanyolcsizma
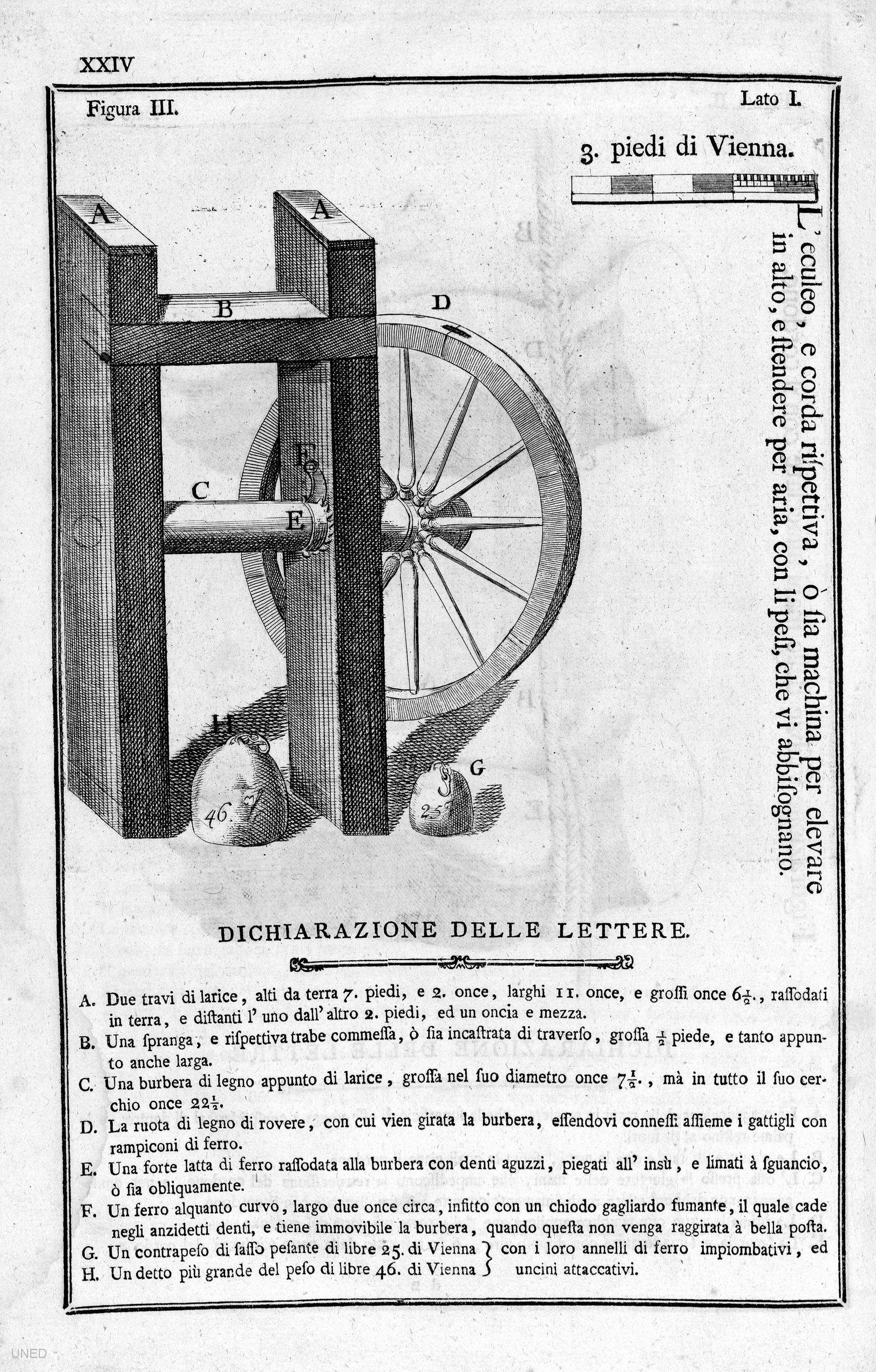
Kínzás: felhúzáshoz használandó gép
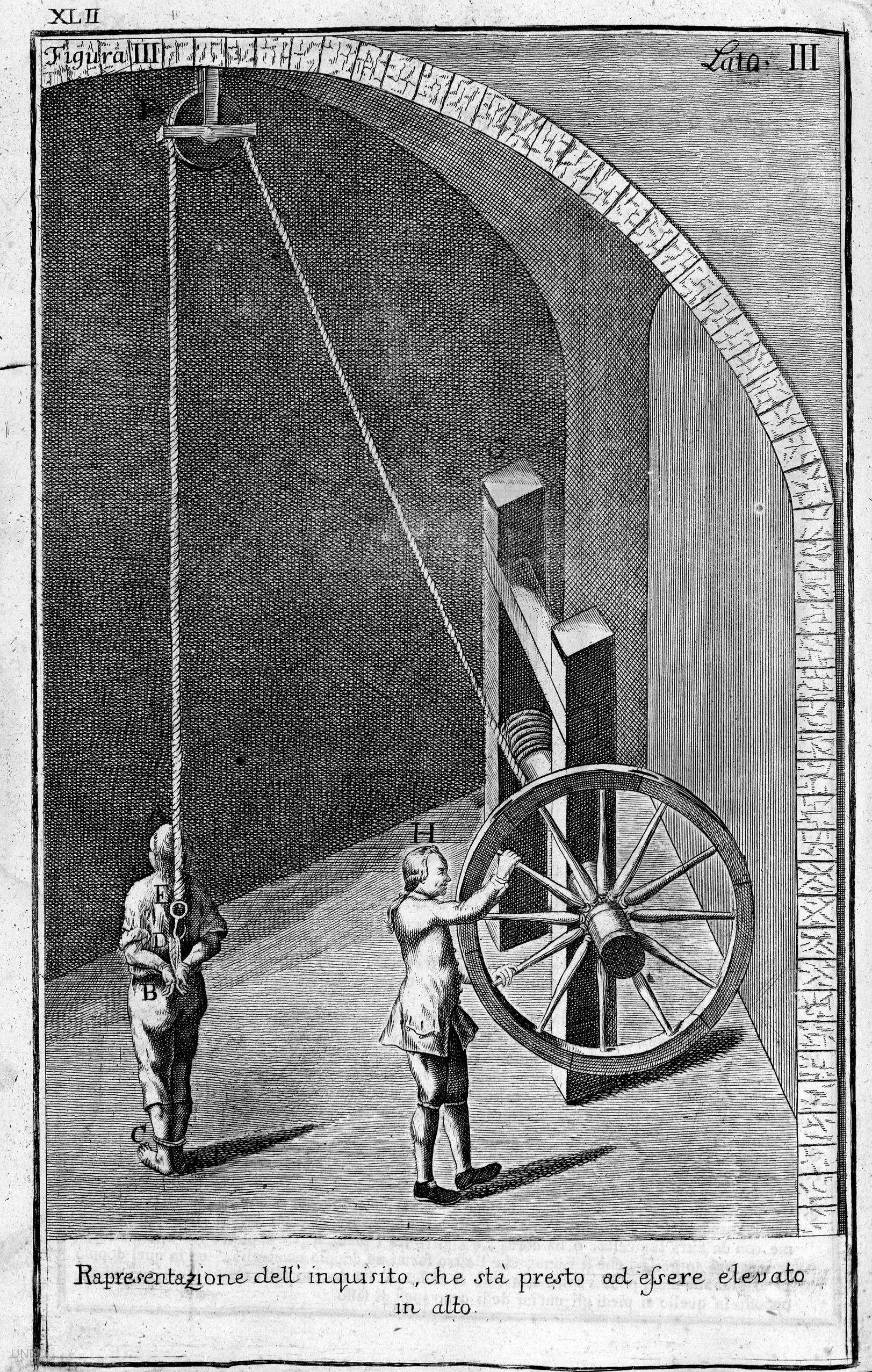
Kínzás: a felhúzáshoz használandó gép alkalmazása